# Rafał Olbrychski
Rafał Olbrychski (ur. 26 lutego 1971 w Warszawie) – polski aktor filmowy, teatralny i telewizyjny, muzyk, kompozytor i prezenter telewizyjny.

## Życiorys

### Wczesne lata
Urodził się w Warszawie jako syn aktorów Moniki Dzienisiewicz-Olbrychskiej i Daniela Olbrychskiego, którzy w 1977 się rozwiedli. Był wychowywany przez matkę i babkę. W wieku 12 lat przeprowadził się do ojca do Paryża, gdzie uczęszczał do szkoły podstawowej..

### Kariera muzyczna
Pierwsze piosenki napisał jako czternastolatek. W 1987 założył rockowy zespół Reds, którego został wokalistą i liderem. Reds wydał dwa albumy studyjne: Changing Colours (1990) i Berlin (1998).
26 lutego 2009 wydał swój solowy album pt. Tatango.

### Kariera aktorska
W 1991 zadebiutował na kinowym ekranie w filmie Jerzego Skolimowskiego Ferdydurke, na podstawie powieści Witolda Gombrowicza. W 1994 za rolę Karola w dramacie Mariusza Grzegorzka Rozmowa z człowiekiem z szafy (1993) otrzymał Nagrodę im. Zbyszka Cybulskiego. W baśniowym filmie kostiumowym Krzysztofa Gradowskiego Dzieje mistrza Twardowskiego (1995) zagrał postać młodego Jana Michała Twardowskiego. W dramacie Władysława Pasikowskiego Słodko gorzki (1996) wystąpił jako Maria Leon „Marlon” Schultz. Zagrał Panka w filmie Janusza Zaorskiego Szczęśliwego Nowego Jorku (1997). Następnie wystąpił w filmach: Pokój saren, Kochaj i rób co chcesz i Wiedźma – Mirakl. Zagrał też gościnnie w serialach telewizyjnych, w tym Czas honoru (2012), Ojciec Mateusz i Kryminalni.
Występował w Teatrze Wielkim w Warszawie, Operze Bałtyckiej w Gdańsku oraz w teatrach w Poznaniu i Łodzi.

### Pozostałe przedsięwzięcia
Był współgospodarzem kącika kulinarnego w porannym programie TVP2 Pytanie na śniadanie. W 2007 uczestniczył w piątej edycji programu rozrywkowego TVN Taniec z gwiazdami. Współprowadził program muzyczny Big Star Party w TVN.

## Życie prywatne
Z zakończonego rozwodem w 1995 związku małżeńskiego z Agatą Strzępek miał dwóch synów: Jakuba (1992–2020) i Antoniego (ur. 1993). W 2000 ożenił się z Ewą Ostaficzuk, prezenterką telewizyjną TV4, z którą rozstał się w 2007 i rozwiódł w 2010. Od 2008 pozostaje w nieformalnym związku z Moniką Rut, przedsiębiorczynią i współwłaścicielką firmy kosmetycznej.
Był uzależniony od alkoholu, od 2016 jest abstynentem.

## Filmografia
- 1991 – Ferdydurke
- 1993 – Rozmowa z człowiekiem z szafy (jako Karol)
- 1995 – Dzieje mistrza Twardowskiego (jako młody Twardowski)
- 1996 – Słodko gorzki (jako Marlon)
- 1997 – Pokój saren (jako syn)
- 1997 – Szczęśliwego Nowego Jorku (jako Pank)
- 1997 – Kochaj i rób co chcesz (jako Sławek Wiśnik)
- 2007 – Kryminalni (jako Artur Szarawski, odcinek „Na Celowniku”)
- 2012 – Czas honoru (jako żołnierz USA) (odc. 56)
- 2017 – Ojciec Mateusz, odc. 215, jako komentator

## Programy telewizyjne
- 1993: U ... NTW - program muzyczny Nowej Telewizji Warszawa z Rafałem Włoczewskim
- Pytanie na śniadanie – prowadzący blok kulinarny
- 2009: Kuba Wojewódzki  – (gościnnie)
- 2007: Taniec z gwiazdami. V edycja – uczestnik programu

## Dyskografia
- 1989 – Changing Colours (Arston); z zespołem Reds
- 1998 – Berlin (Sony Music); z zespołem Reds
- 2009 – Tatango (Galapagos); płyta solowa